# Jacques-Charles Renaud Dubuisson
 (novembre 2023).
Si vous disposez d'ouvrages ou d'articles de référence ou si vous connaissez des sites web de qualité traitant du thème abordé ici, merci de compléter l'article en donnant les références utiles à sa vérifiabilité et en les liant à la section « Notes et références ».
Jacques-Charles Renaud Dubuisson, né en 1666 à Paris et décédé en 1739 à Trois-Rivières, est un officier supérieur des régiments français d'Ancien Régime.

## Biographie
Jacques-Charles Renaud Dubuisson arriva au Canada en 1685 ou 1686. Engagé dans l'armée, il grimpe rapidement les échelons et devint lieutenant en 1698 et aide-major de Québec en 1704. Le gouverneur de la Nouvelle-France, Philippe de Rigaud de Vaudreuil, lui confia des missions militaires, notamment aux Pays des Illinois, autour des Grands Lacs et chez les Amérindiens de la Nation des Miamis.
En 1710, Antoine de Lamothe-Cadillac lui donne l'ordre de servir Fort Pontchartrain à Détroit pour remplacer le commandant François Dauphin de la Forest, qui est malade. 
En 1712, il est envoyé combattre les tribus de la Nation des Renards. C'est la première guerre des Renards qui est de nature purement économique. Les Français désirant s'arroger des droits sur le système de navigation permettant d'accéder au fleuve Mississippi. Les troupes françaises assiégèrent le camp des Renards. Lors de la reddition des Renards, presque tous les hommes capturés furent massacrés, et Jacques-Charles Renaud Dubuisson fit rapport qu’en tout 1000 ennemis, 60 alliés amérindiens et un Français avaient été tués. Cette victoire lui donna une grande réputation à travers toute la Nouvelle-France.
En 1718, le gouverneur de la Nouvelle-France, Philippe de Rigaud de Vaudreuil, l'envoya en mission diplomatique auprès des Amérindiens Miamis qui avaient fui leur territoire en raison de l'hostilité des Renards. Les Miamis s'étaient déplacés vers leEst et se rapprochaient de la colonie de la Nouvelle-angleterre. Jacques-Charles Renaud Dubuisson réussit à les convaincre de revenir dans leur ancien territoire, les Renards ne posant plus véritablement de problèmes à la suite de leurs défaites face aux troupes royales françaises. Il rejoint le fort Miamis, qui avait été sous le commandement de Jean-Baptiste Bissot de Vincennes.
En 1729, il est nommé commandant du Fort Michlilimakinac. Vieillissant et blessé durant ses faits d'armes contre les Renards, Il fut rappelé à Québec en 1730.
Jacques-Charles Renaud Dubuisson avait épousé Gabrielle Pinet (Desmarest) en 1699. Ils eurent cinq filles et un garçon. Sa femme mourut en 1715, et le 29 octobre 1717 il se remaria à Louise, fille de Jacques Bizard, aide-de-camp du gouverneur de la Nouvelle-France, Louis de Buade de Frontenac. Il fut nommé major de Trois-Rivières en avril 1733 et fait chevalier de Saint-Louis en mars 1734.